# Gu Jun
Gu Jun, född 3 januari 1975, är en kinesisk idrottare som tog två guld i badminton tillsammans med Ge Fei vid olympiska sommarspelen 1996 och 2000.